# Hypsibius marcelli
Hypsibius marcelli là một loài gấu nước trong lớp Eutardigrada. Loài này được mô tả từ vùng nước lợ trên Tierra del Fuego. Loài này cũng có từng phân bố ở Gondwana nhưng không còn nữa, theo báo cáo từ New Zealand.